# 김혜성 (배우)
김혜성(金彗星, 1988년 1월 14일 ~ )은 대한민국의 가수 출신 배우이다.

## 생애
- 2004년 원래 혼성그룹 맴버 가수 출신 하였고 1년 얼마 가지 않아 2005년 배우 첫 전향 데뷔 시작 하였다.
- 청소년의 임신을 다뤄 사회적 논란이 일었던 영화[1][2]가 된 《제니, 주노》를 통해 연예계에 데뷔하였으며, 《폭력써클》 등에도 배우 첫 전향 시작 하여 출연하였다.
- MBC의 일일시트콤 《거침없이 하이킥》에서 이민호 역으로 활약했으며, 《황금어장》 등에도 출연하였다.

- "평소 남들 앞에서 나서서 뭘 한다는 걸 별로 좋아하지 않는 성격이지만 촬영스탭이 모인 카메라 앞에서는 오히려 마음이 편해질 뿐만 아니라 이제껏 느껴보지 못하던 '행복'을 느낀다는 김혜성은 평소 셀카 찍는 것을 즐겨하는데 언젠가 자신의 미니홈피에 올린 셀커 사진으로 인하여 네티즌 사이에서 여자보다 예쁜 외모로 화제가 되기도 하였다.[3]

- 어떤 연기자가 되고 싶냐는 질문에 "예전에는 설경구, 최민식 선배님... 뭐 이렇게 얘기했는데요. 지금은 꼭 어떤 배우를 닮고 싶다고 하기보다는 오히려 내가 더 잘해서 '김혜성을 닮고 싶다'고 말하는 후배들이 나올 수 있을 정도로 연기를 잘하는 그런 연기자가 되고 싶고 그것이 목표"라고 말하기도 했다.[4][5]

- 2011년 6월 14일에 현역으로 입대하여 2013년 3월 13일에 제대했다.

## 학력
- 성전초등학교
- 항도중학교
- 성지공업고등학교 (중퇴)

## 출연 작품
| 연도   | 분류              | 장르              | 제목                             | 역할                  | 비고                     |
| ------ | ----------------- | ----------------- | -------------------------------- | --------------------- | ------------------------ |
| 2005   | 영화              | 로맨틱 코미디     | 제니, 주노                       | 정준호                |                          |
| 2006   | 영화              | 액션              | 폭력써클                         | 최경철                |                          |
| 2006   | MBC TV            | 예능              | 황금어장                         | MC                    | With. 강호동             |
| 2006   | MBC TV 일일시트콤 | 가족극            | 거침없이 하이킥                  | 이민호                |                          |
| 2007   | MBC TV 일일시트콤 | 가족극            | 거침없이 하이킥                  | 이민호                |                          |
| KMTV   | 예능              | 소년소녀 가요백서 | MC                               | 2007.11.15 ~ 2009.1.2 |                          |
| 2008   | 영화              | 퀴어              | 소년, 소년을 만나다              | 민수                  |                          |
| 2008   | KBS 수목드라마    | 사극              | 바람의 나라                      | 여진                  |                          |
| 2009   | KBS 수목드라마    | 사극              | 바람의 나라                      | 여진                  |                          |
| 시트콤 | 시트콤            | 지붕뚫고 하이킥!  | 이민호                           | 1회 까메오            |                          |
| 2010   | 영화              | 전쟁              | 포화 속으로                      | 학도병 용만           |                          |
| 2011   | 영화              | 스포츠            | 글러브                           | 장대근                |                          |
| 2013   | SBS TV            | 탐험              | 김병만의 정글의 법칙 in 히말라야 | 고정                  |                          |
| 2015   | KBS TV            | 스포츠            | 우리동네 예체능                  | 고정                  |                          |
| 2015   | 영화              | 공포              | 퇴마: 무녀굴                     | 박지광                |                          |
| 2017   | SBS TV            | 범죄              | 조작                             | 송태준                | 특별출연                 |
| 2017   | KBS 수목드라마    | 범죄              | 매드 독                          | 온누리 (펜티엄)       |                          |
| 2018   | KBS 2TV           | 예능              | 은밀하고 위대한 동물의 사생활    |                       | 2019. 1. 4 ~ 2019. 1. 25 |
| 2020   | 영화              | 드라마            | 종이꽃                           | 윤지혁                |                          |

## 그 밖의 활동

### 예능
| 연도 | 방송사 | 제목                        | 역할           |
| ---- | ------ | --------------------------- | -------------- |
| 2007 | MBC    | 무한도전                    | 설특집(070217) |
| 2007 | MBC    | 행복 주식회사 - 만원의 행복 | 출연자         |
| 2009 | MBC    | 오늘 밤만 재워줘            | 7회            |
| 2015 | tvN    | 콩트앤더시티                |                |
| 2021 | 채널A  | 오은영의 금쪽 상담소        | 게스트         |

### 광고
| 연도 | 기업명     | 제품명 | 종류   | 공동 출연      |
| ---- | ---------- | ------ | ------ | -------------- |
| 2007 | 크라운제과 | 빅파이 | 비스킷 | 김범, 박민영   |
| 2009 | 오뚜기     | 스낵면 | 라면   | 이태림, 김동범 |
| 2015 | SK텔레콤   | T전화  | 통신사 | 설현           |

## 홍보대사
- 2007년 6월 제9회 서울국제청소년영화제 홍보대사
- 2008년 10월 제2회 서울국제가족영상축제 홍보대사

## 수상 및 후보
| 연도 | 시상식           | 부문                           | 작품             | 결과 |
| ---- | ---------------- | ------------------------------ | ---------------- | ---- |
| 2006 | MBC 방송연예대상 | 코미디/시트콤 부문 남자 신인상 | 거침없이 하이킥! | 후보 |

## 같이 보기
- 정일우
- 김범
- 박민영
- 서민정
- 정준하
- 유재석
- 박민지
- 박해미
- 최민용
- 신지
- 정준호
- 오상진
- 이순재
- 나문희
- 문근영
- 박혜경
- 하청일
- 황찬성
- 송일국